# Ръждивоопашата якамара
Ръждивоопашата якамара (Galbula ruficauda) е вид птица от семейство Galbulidae.

## Разпространение
Видът е разпространен в Аржентина, Белиз, Боливия, Бразилия, Венецуела, Гватемала, Гвиана, Еквадор, Колумбия, Коста Рика, Мексико, Никарагуа, Панама, Парагвай, Тринидад и Тобаго, Френска Гвиана и Хондурас.